# Astragalus hypoleucus
Astragalus hypoleucus es una especie de planta del género Astragalus, de la familia de las leguminosas, orden Fabales.

## Distribución
Astragalus hypoleucus se distribuye por México.

## Taxonomía
Fue descrita científicamente por Schau. Fue publicada en Linnaea 20: 747 (1847).